# Базилевский (деревня)
Базилевский (баш. Базилевка) — деревня в Караидельском районе Республики Башкортостан Российской Федерации. Входит в состав Байкибашевского сельсовета.

## География

### Географическое положение
Расстояние до:
- районного центра (Караидель): 20 км,
- центра сельсовета (Байкибашево): 5 км,
- ближайшей ж/д станции (Щучье Озеро): 92 км.

## Население
| 2002 | 2009 | 2010 |
| ---- | ---- | ---- |
| 58   | ↘52  | ↘47  |

Национальный состав
Согласно переписи 2002 года, преобладающие национальности — татары (41 %), башкиры (33 %).